# Räuchermann

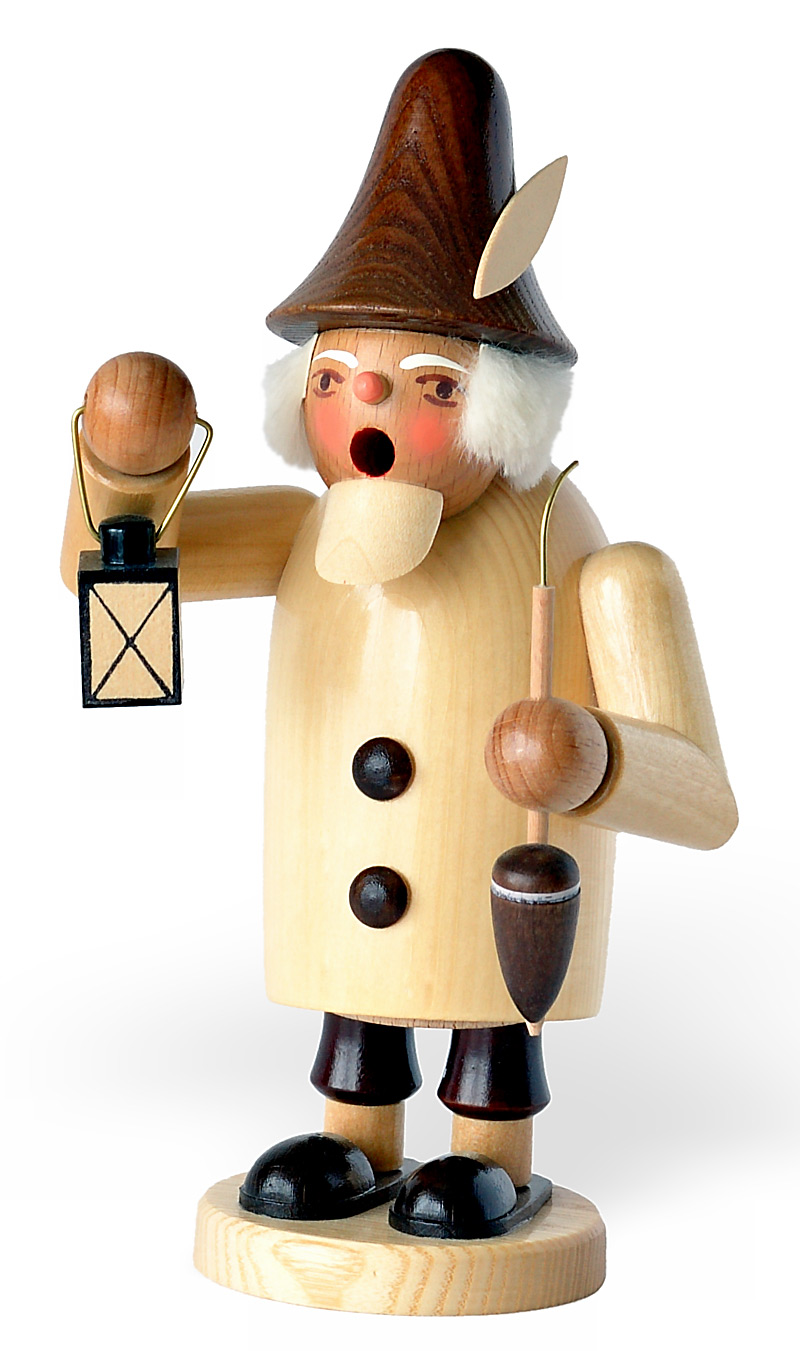
Räuchermann

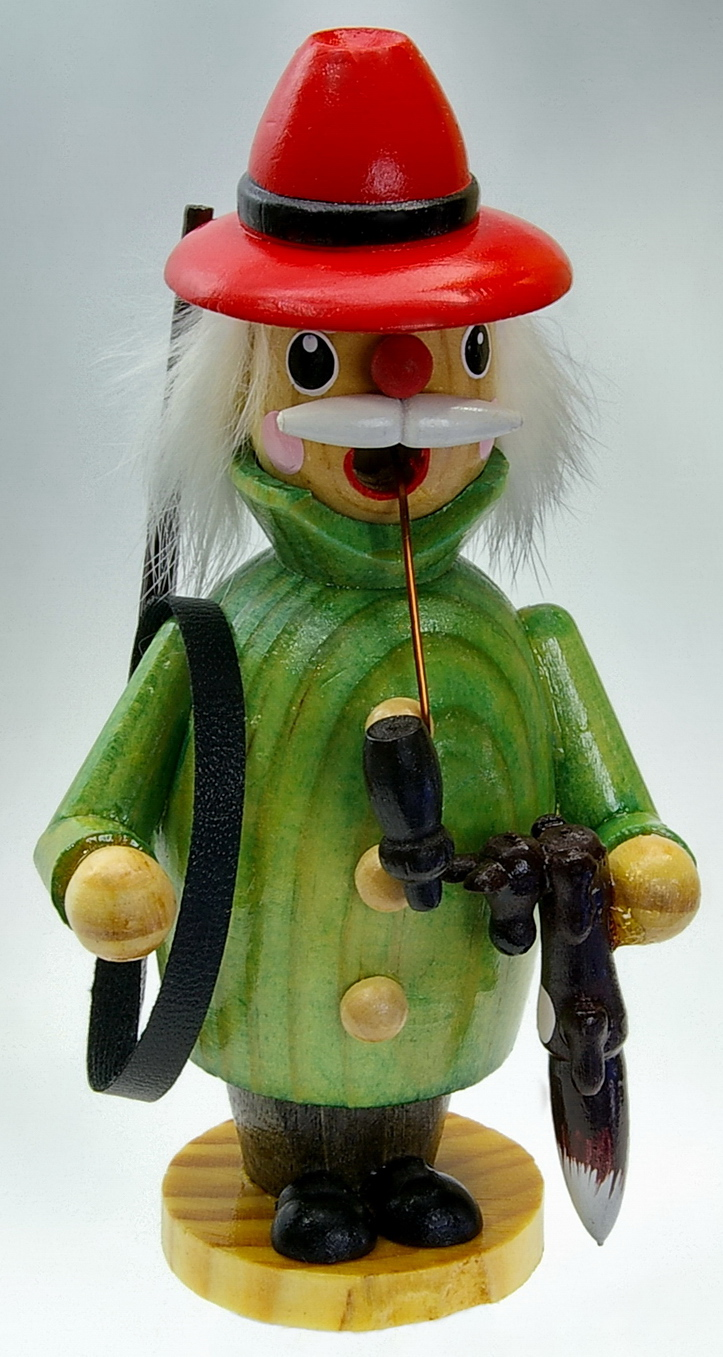
Räuchermann jako myśliwy

Räuchermann (niem.), w dialekcie Rudaw Raachermannel – zabawka służąca do umieszczania w niej kadzidełek zwanych Räucherkerzchen.
Räuchermann był po raz pierwszy wzmiankowany w 1830 r. i jest obecnie obowiązkowym elementem bożonarodzeniowych zwyczajów na terenie Rudaw. Płonące kadzidełko znajduje się w dolnej części podzielonej na dwoje figury. Górna, wydrążona część jest nałożona na dolną. Kadzidełko płonie wewnątrz wydrążonego räuchermanna. Dym postępuje ku górze i wydostaje się z otworu na zewnątrz. Mieszkańcy Rudaw wokół figurki stawiają świece.
Wygląd räuchermanna jest zależny od regionu. Oprócz leśniczego, domokrążcy i innych grup zawodowych występuje górnik i żołnierz. Jest to odwołanie do typowych zawodów regionu. Głównym źródłem dochodu było górnictwo. W Rudawach stacjonowało także wielu żołnierzy.
Räuchermann pojawiał się podczas Bożego Narodzenia wraz z łukowatym świecznikiem (Erzgebirgischer Schwibbogen), górnikiem, aniołem i piramidą.
Istnieje wiele form räuchermanna. Obok typowego stojącego mężczyzny, istnieją figurki siedzące lub grupki w różnych sceneriach. Obecnie pojawiają się również figurki kobiet. Według Księgi rekordów Guinnessa największy i najmniejszy "räuchermann" na świecie jest w Miniaturenpark Kleinwelka w Budziszynie.

## Moosmann
Odpowiednikiem räuchermanna w sąsiednim regionie Vogtlandu jest Moosmann. Jest to duszek leśny pomagający ubogim rodzinom zbierać owoce leśne. Pojawia się według legend głównie w czasie Bożego Narodzenia. Jako figurka jest wykonywany z materiałów pochodzących z lasu (drewno, korzenie, porosty, trawa) i służy jako świecznik.